# Sanctuaire de Gibilmanna
Le sanctuaire de Gibilmanna est un sanctuaire chrétien situé à Gibilmanna (it), une frazione de la commune de Cefalù sur un versant du Pizzo Sant'Angelo (it), un sommet de la chaîne des Madonie, à une altitude d'environ 800 m.

## Histoire
Selon la tradition, Gibilmanna serait l'un des six monastères bénédictins commandés par Grégoire le Grand (pape à partir de 590) à ses frais avant son élection. Sur le site se trouvait une église dédiée à saint Michel Archange.
Les édifices du couvent étaient probablement en ruine au IXe siècle, lorsque les Arabes conquirent la région (858). Après la conquête normande de la Sicile, un programme de constructions chrétiennes est lancé, dont celle de Gibilmanna. L'église, mentionnée en 1178, était un prieuré en 1228.
En 1535, le père Sebastiano Majo da Gratteri, l'un des premiers disciples de la réforme capucine, s'établit à Gibilmanna. Un premier couvent a été construit à côté de l'ancienne chapelle bénédictine. Au début du XVIIe siècle, une nouvelle église est bâtie à la place de la chapelle bénédictine. Achevée en 1623, elle est consacrée en 1625. Elle comprend une sacristie et un escalier d'entrée. La façade est précédée d'un portique.

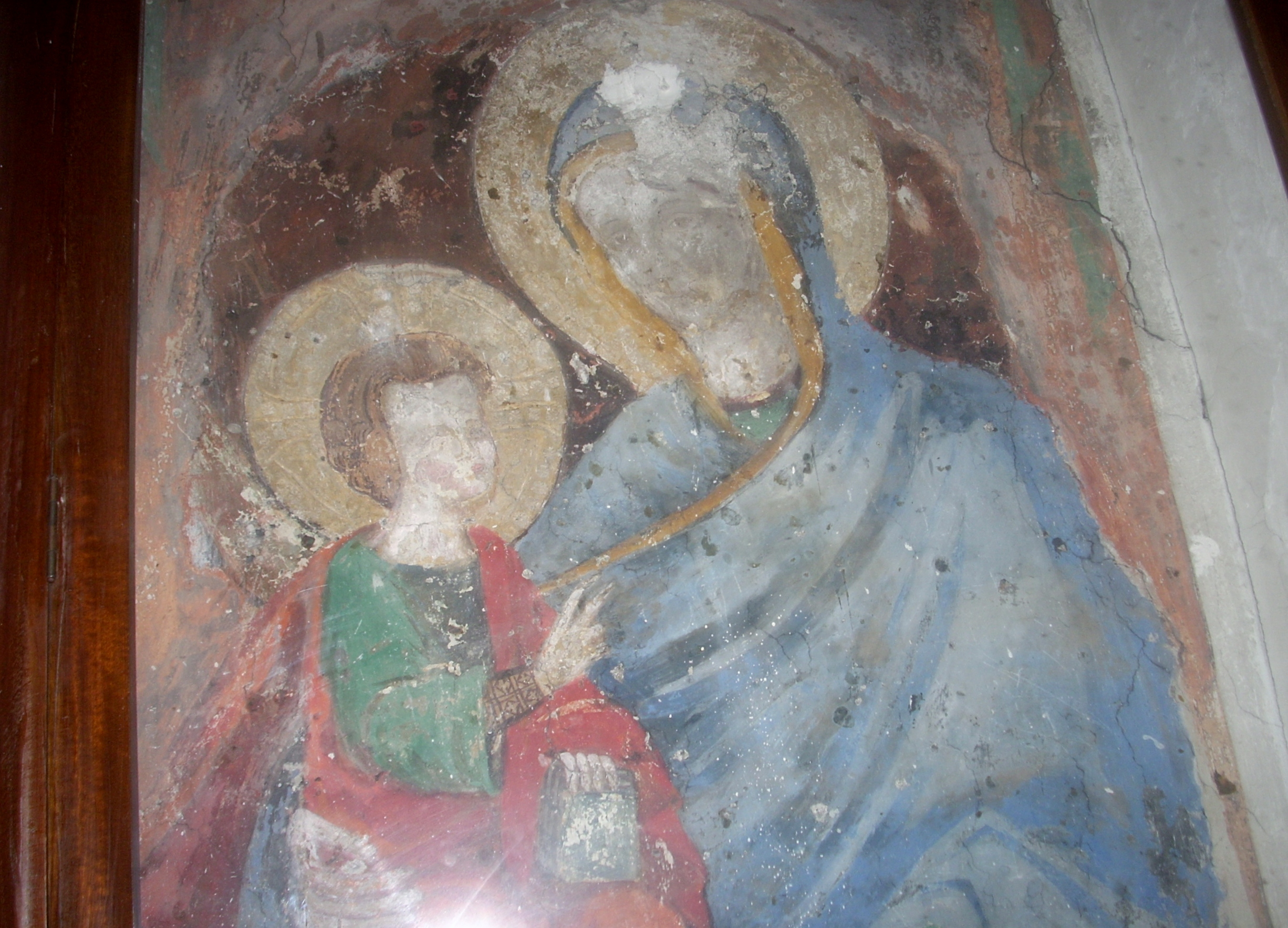
Fresque byzantine du XIe siècle représentant la Vierge à l'Enfant récupérée dans l'ancienne église.

La nouvelle église a hérité de l'ancienne, une image de la Vierge à l'Enfant, une fresque de style byzantin, une statue de la Vierge et un crucifix (également de style byzantin). Pour le maître-autel, une nouvelle peinture représente l'Assomption. L'ancienne chapelle a été démolie. Au cours des mêmes siècles, les œuvres d'art ajoutées comprennent des statues de saint Jean Baptiste et sainte Hélène à côté de l'autel de la chapelle de la Madone.
Après l'effondrement du portique, la façade est refaite en style néo-gothique en 1907.

## Source
- (en) Cet article est partiellement ou en totalité issu de l’article de Wikipédia en anglais intitulé « Sanctuary of Gibilmanna » (voir la liste des auteurs).